# Чеботарёв, Александр Петрович
Алекса́ндр Петро́вич Чеботарёв (1790-е годы, Санкт-Петербург — ?) — российский архитектор, выходец из крепостных, внёсший существенный вклад в строительство Нижнего Тагила.

## Биография
Родился в 1790-х годах в Санкт-Петербурге в семье крепостного, работавшего в главной конторе Демидовых. По направлению Н. Н. Демидова учился в Императорской Академии художеств. После получения Чеботарёвым образования Демидов планировал привлечь его к обучению талантливых выпускников горнозаводской школы Выйского завода. В декабре 1817 года руководство Академии письмом обратилось к управляющему Петербургской конторы Демидовых с просьбой оплатить учёбу Чеботарёва на год вперёд и выдать ему вольную, поскольку уставом Академии не было предусмотрено обучение крепостных. В ответ Академия получила отказ, и Чеботарёв был отчислен в том же году, продолжив заниматься самообразованием.
С 1826 года Александр Петрович работал архитектором на Нижнетагильских заводах Демидовых. В Нижнем Тагиле по его проекту в начале 1830-х годов был построен заводской госпиталь, дом для заводских служащих, женское училище и здание главной конторы Нижнетагильского горного округа. В посёлке Нижнесалдинского завода Чеботарёв выполнил проекты и построил здание конторы, корпуса нескольких цехов и Никольскую церковь. В 1830-х годах на Верхнесалдинском заводе Чеботарёв построил новую кирпичную доменную фабрику с конструктивными элементами в стиле русского классицизма. Там же в 1830-х — 1850-х годах по его проектам были построены производственные корпуса и здание заводоуправления (1858), выстроенное в классическом стиле и украшенное колоннами и фронтоном с лепниной. Предположительно Чеботарёву предписывается авторство проекта Преображенского собора в Невьянске. Также Чеботареву приписываются проекты здания заводского госпиталя и господской усадьбы в Кыштыме.
Около 1835 года Чеботарёв получил вольную. В 1837 году он был назначен главным архитектором Нижнетагильского горного округа. 10 марта 1838 года был уволен за то, что «ведёт себя неисправно, совершенно забывая благодеяния господ хозяев и попечения о нём местного начальства». Расчёт от заводовладельцев он получил только через год, 31 мая 1839 года.
В июне 1839 года Чеботарёв уехал в Петербург, где 1 сентября того же года обратился в Совет Академии художеств с просьбой выдать ему звание свободного художника, приведя в пример проекты уже построенных многочисленных зданий на Урале. 4 октября 1841 года решением Совета Академии ему был выдан аттестат художника.

## Работы
В творчестве Чеботарёва отмечают влияние петербургской и московской архитектурных школ. Его проекты отличаются сочетанием ионических капителей с характерным для коринфского ордера мотивом аканта. Чеботарёв использовал акантовые листья даже в дорических ордерах, пренебрегая строгостью классицизма. В ходе строительства зданий Александр Петрович уделял особое внимание деталям, благодаря чему орнаменты фронтонов его зданий отличаются высоким качеством исполнения.
В архитектуре промышленных зданий Чеботарёв ограничивался скромными деталями, учитывавшими конструктивные особенности сооружений. Так, здание кричного цеха Нижнесалдинского снабжено окнами и дверями, оформленными простыми архивольтами и рустовкой, тяги и карнизы также имеют самый простой профиль.
Александр Петрович считается автором тагильской архитектурно школы, сыгравшей заметную роль в зодчестве Урала.

### Галерея

Основные работы А. П. Чеботарёва
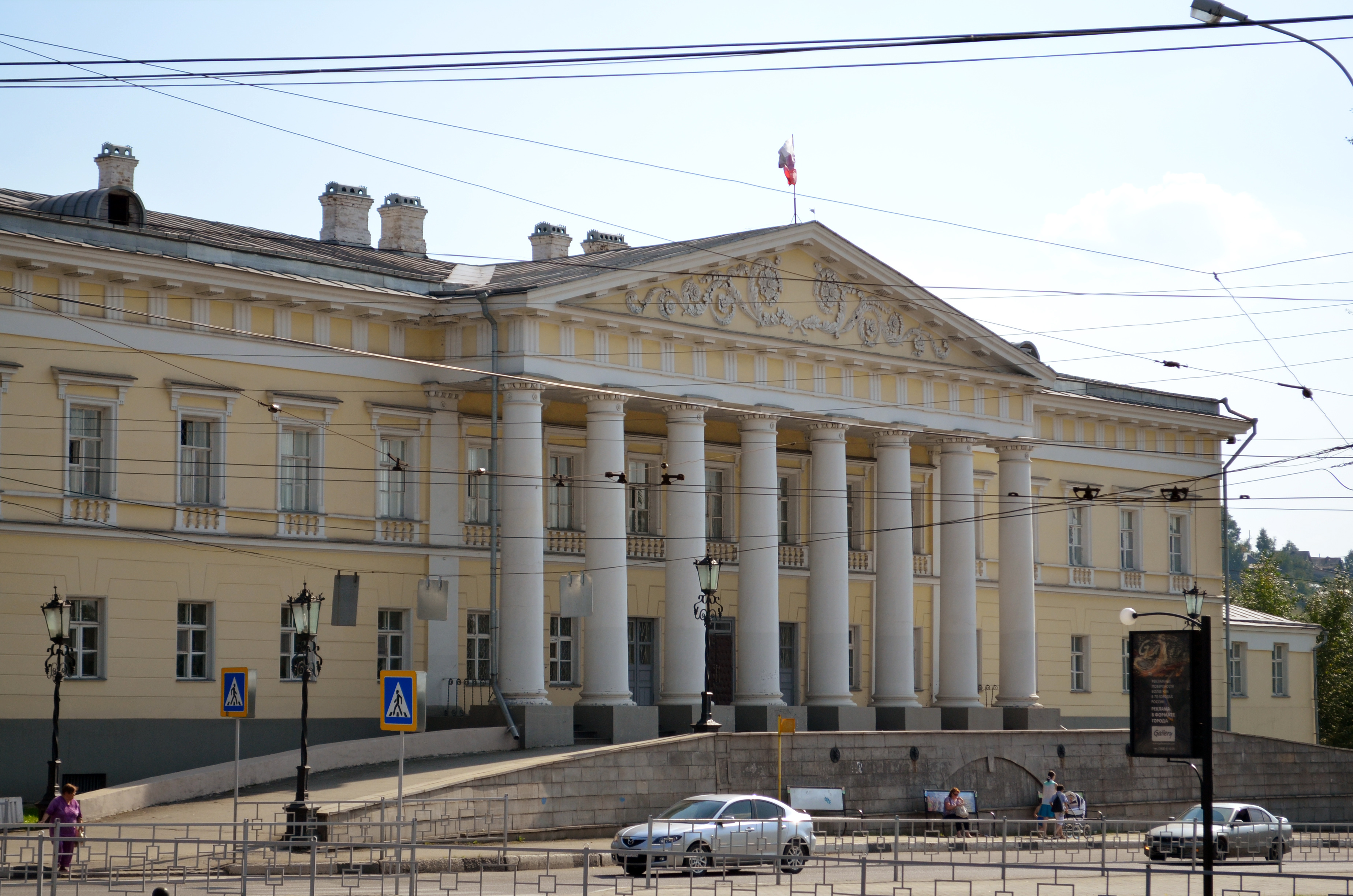
Главная контора Нижнетагильских заводов
Дом Черепановых в Нижнем Тагиле
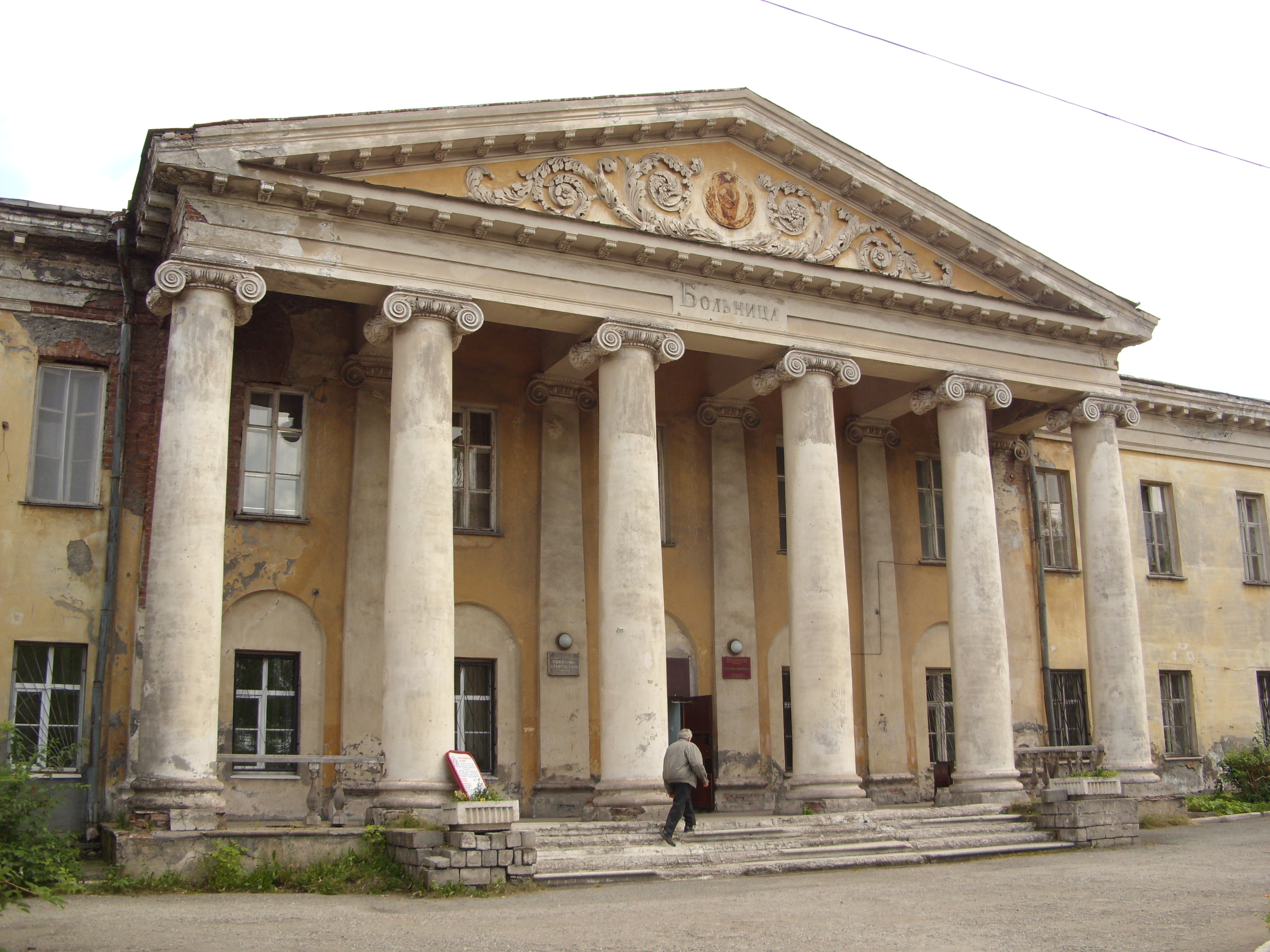
Заводской госпиталь в Нижнем Тагиле
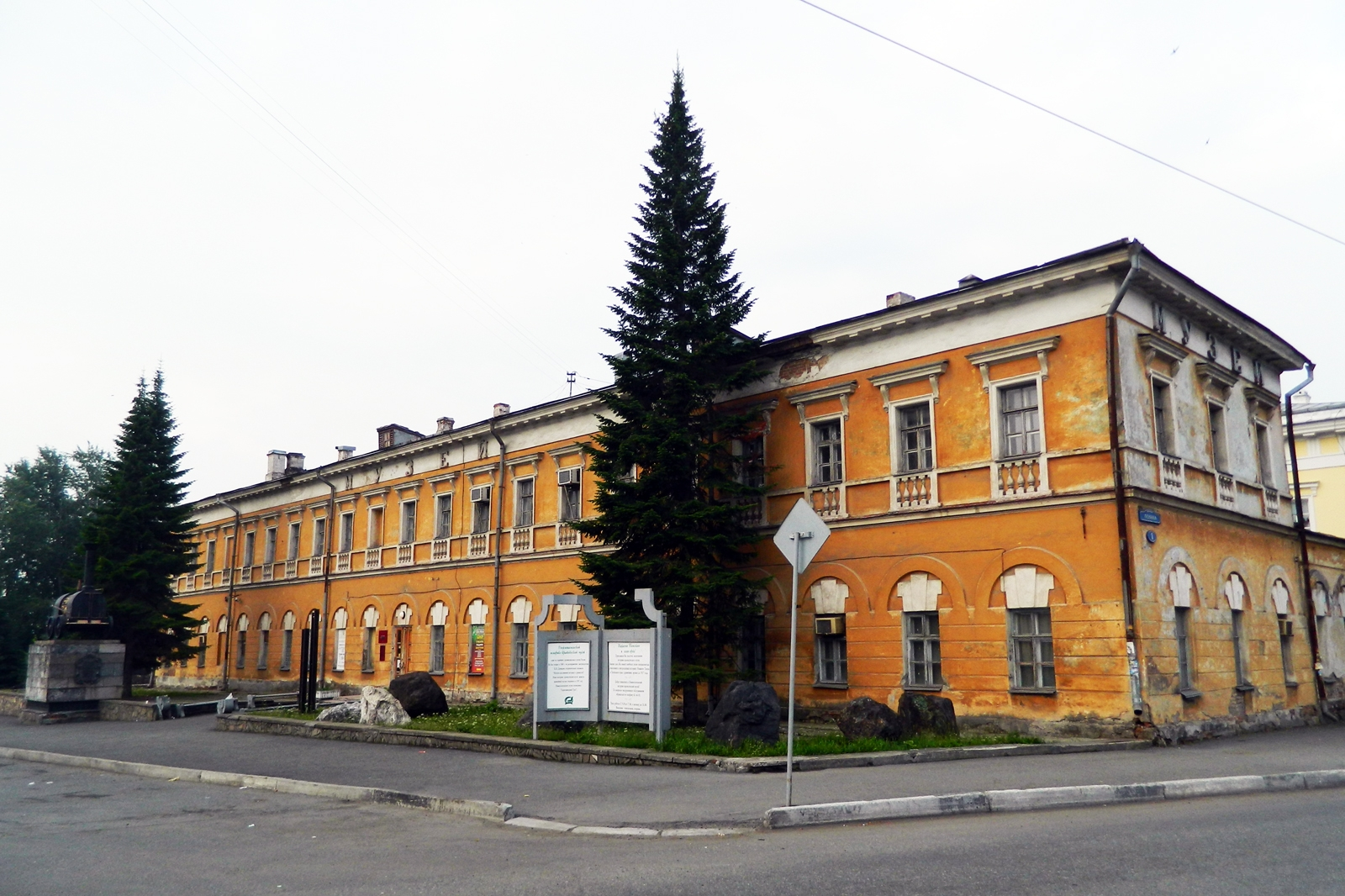
Здание заводской лаборатории и технической библиотеки
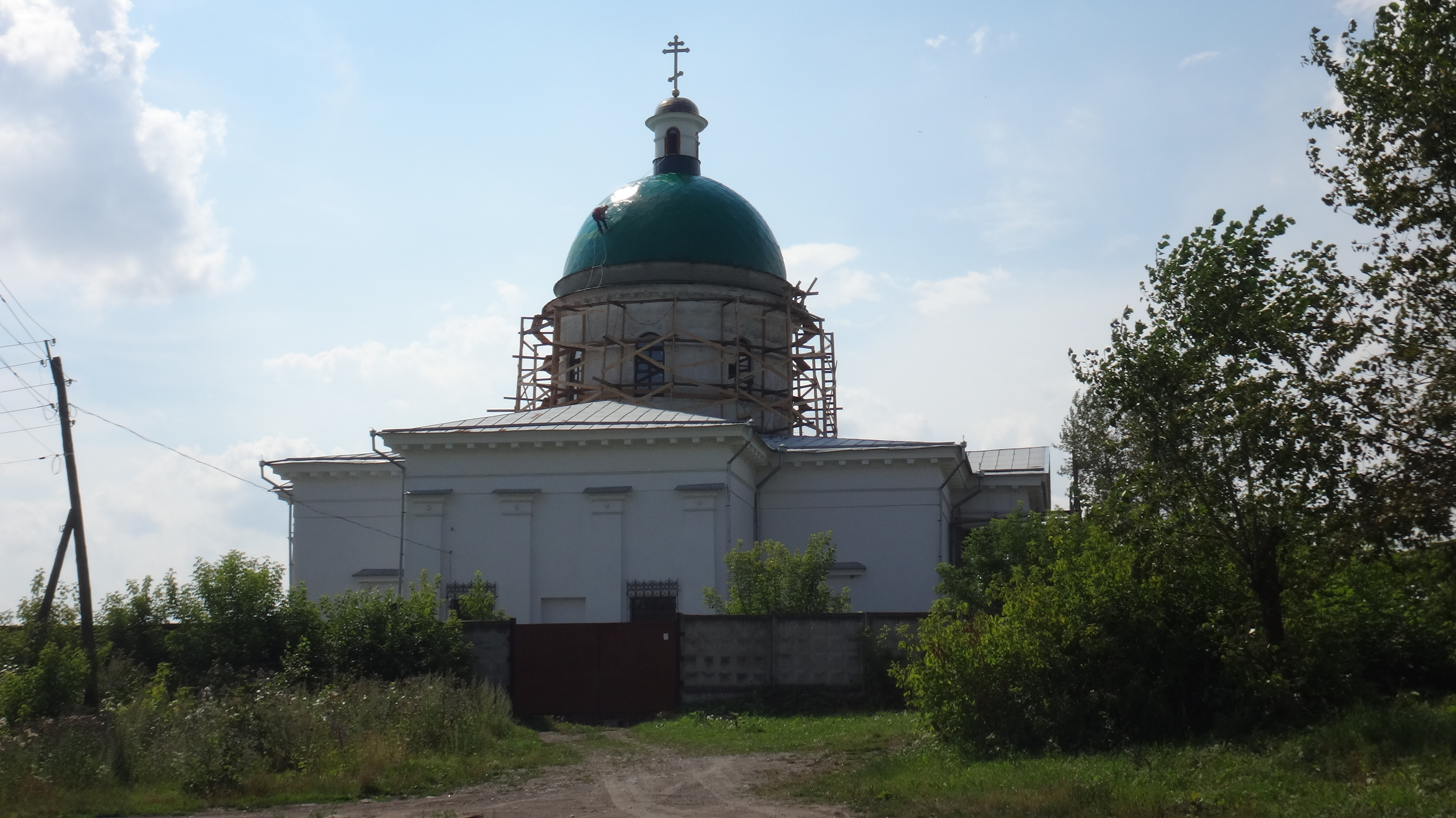
Никольская церковь в Нижней Салде